# Rodelen op de Olympische Winterspelen 1992
Rodelen is een van de sporten die beoefend werden tijdens de Olympische Winterspelen 1992 in Albertville.

## Heren
| rang   | sporter(s)          | land | tijd     |
| ------ | ------------------- | ---- | -------- |
| Goud   | Georg Hackl         | GER  | 3:02.363 |
| Zilver | Markus Prock        | AUT  | 3:02.669 |
| Brons  | Markus Schmidt      | AUT  | 3:02.942 |
| 4      | Norbert Huber       | ITA  | 3:02.973 |
| 5      | Jens Müller         | GER  | 3:03.197 |
| 6      | Robert Manzenreiter | AUT  | 3:03.267 |
| 7      | Oswald Haselrieder  | ITA  | 3:03.276 |
| 8      | René Friedl         | GER  | 3:03.543 |

## Dames
| rang   | sporter(s)           | land | tijd     |
| ------ | -------------------- | ---- | -------- |
| Goud   | Doris Neuner         | AUT  | 3:06.696 |
| Zilver | Angelika Neuner      | AUT  | 3:06.769 |
| Brons  | Susi Erdmann         | GER  | 3:07.115 |
| 4      | Gerda Weissensteiner | ITA  | 3:07.673 |
| 5      | Cammy Myler          | USA  | 3:07.973 |
| 6      | Gabriele Kohlisch    | GER  | 3:07.980 |
| 7      | Andrea Tagwerker     | AUT  | 3:08.018 |
| 8      | Natalja Jakoetsjenko | EUN  | 3:08.383 |

## Dubbel
| rang   | sporter(s)                          | land | tijd     |
| ------ | ----------------------------------- | ---- | -------- |
| Goud   | Stefan Krauße Jan Behrendt          | GER  | 1:32.053 |
| Zilver | Yves Mankel Thomas Rudolph          | GER  | 1:32.239 |
| Brons  | Hansjörg Raffl Norbert Huber        | ITA  | 1:32.298 |
| 4      | Ioan Apostol Constantin-Liviu Cepoi | ROU  | 1:32.649 |
| 5      | Kurt Brugger Wilfried Huber         | ITA  | 1:32.810 |
| 6      | Hans Kohala Carl-Johan Lindqvist    | SWE  | 1:33.134 |
| 7      | Gerhard Gleirscher Markus Schmidt   | AUT  | 1:33.257 |
| 8      | Albert Demtschenko Aleksej Zelenski | EUN  | 1:33.299 |

## Medaillespiegel
| rang | land       | goud | zilver | brons | totaal |
| ---- | ---------- | ---- | ------ | ----- | ------ |
| 1    | Duitsland  | 2    | 1      | 1     | 4      |
| 2    | Oostenrijk | 1    | 2      | 1     | 4      |
| 3    | Italië     | 0    | 0      | 1     | 1      |
|      |            | 3    | 3      | 3     | 9      |